# Razarači klase Kotlin
Razarači klase Kotlin je oznaka za sovjetske razarače. U nastojanjima da se stvori jaka sovjetska ratna mornarica koja će se na otvorenim morima moći suprotstaviti američkoj ratnoj mornarici 1952. je počela gradnja prvih sovjetskih poslijeratnih razarača klase Skorij. Godinu dana kasnije porinut je i prvi razarač klase Kotlin. Skorij i Kotlin građeni su na iskustvima 2. svjetskog rata, iako su razarači klase Kotlin inkomporirali neke napredne tehnologije kao što su stabilizirane kupole za topove dvojne namjene kalibra 130 mm i protuzračne topove kalibra 45 mm i 23 mm, te peterostruke torpedne aparate kalibra 533 mm iz kojih su se mogli lansirati vođena protupodmornička torpeda. Rezultat je bio učinkovit razarač, osobito u protupodmorničkoj borbi, ali koji je brzo zastarjevao.
 
To nije spriječilo kinesku ratnu mornaricu da početkom sedamdesetih godina prošlog stoljeća napravi vjernu kopiju - razarače klase Luda (Type 051).
Početkom šezdesetih godina prošlog stoljeća, a nakon neuspjeha s krstaricom Džeržinskij i PZO raketnim sustavom V-735 Volkhov-M, vrh sovjetske ratne mornarice odlučio je na svoje brodove postaviti znatno kompaktniji protuzračni raketni sustav S-125 Neva (SA-3 Goa), koji je na brzinu prilagođen uporabi na ratnim brodovima. Pod oznakom M-1 Volna-M takav je sustav tijekom šezdesetih godina prošlog stoljeća ugrađen na dio razarača klase Kotlin, učinivši od njih najvrednije ratne brodove sovjetske ratne mornarice tog doba.

## Opis broda
Razarači klase Kotlin odlikuju se lijepom linijom trupa koja je prilagođena postizanju velikih brzina. Imali su samo jednu palubu koja je služila za smještaj glavnog topničkog i torpednog naoružanja. Osim zapovjednog mosta većeg nadgrađa nije bilo. Dva manja nadgrađa (kod krmenog dimnjaka i između njega i krme) iskorišteni su za smještaj kupola protuzračnih topničkih sustava.

Dužina razarača klase Kotlin bila je 126,5 metara, a širina samo 13 m. Standardno su istiskivali 2600 tona, a pod punim opterećenjem istiskivali su 3500 tona. Razarači opremljeni raketnim protuzračnim sustavom, unatoč uklanjanju dijela naoružanja imali su nešto veću istisninu. Standardno su istiskivali 2700 tona, a puna im je istisnina bila 3600 tona. Pogonski sustav se sastojao od četiri parna kotla i dvije parne turbine ukupne snage 72 000 KS. Ta se snaga prenosila preko dva brodska vijka i razaračima klase Kotlin omogućavala vršnu brzinu od čak 36 čvorova. Pri brzini krstarenja od 14 čvorova mogli su preploviti oko 4000 nautičkih milja. Posadu je činilo 335 časnika, dočasnika i mornara. Razarači opremljeni sustavom Volna-M imali su 285 i 300 članova posade.

## Naoružanje
Osnovno naoružanje razarača klase Kotlin činili su topovi SM-2-1 kalibra 130 mm. Topove su smjestili u dvije dvocijevne kupole, po jednu na pramcu i krmi broda. Projektiranje topova SM-2-1 počelo je još 1943. godine, iako su doživjeli znatne promjene neposredno nakon rata kad su sovjetski stručnjaci došli u posjed planova njemačkih topova KM40 kalibra 127 mm. Prvi prototip novog sovjetskog mornaričkog topa završen je tijekom 1948. U punu operativnu uporabu, nakon bezbrojnih testiranja, ušli su tek 1957. godine. Na razaračima klase Kotlin trebali su služiti i za protuzračnu obranu i za gađanje ciljeva na moru i kopnu. Brzi razvoj mlaznih borbenih aviona uskoro ih je učinio neprikladnim za protuzračnu obranu. I brzi razvoj protubrodskih vođenih projektila znatno je samnjio njihovu učinkovitost u mogućim pomorskim bitkama. Unatoč tome njihov maksimalni domet od čak 27 760 metara činio ih je vrlo pogodnim za pružanje vatrene potpore snagama na kopnu. Zbog toga je istodobno s razvojem brodskog topa razvijan i top M-46 istog kalibra za uporabu u topničkim snagama kopnene vojske.
Dvocijevna kupola SM-2-1 koja je postavljana na razarače klase Kotlin težila je nešto više od 57 tona. Kako su ti topovi trebali služiti za protuzračnu obranu kupola je omogućavala elevaciju cijevi od čak 81,46 stupnjeva. Zaokretanje po smjeru bilo je moguće samo do 204 stupnja, pri brzini od skromnih 18 stupnjeva u sekundi. To nije bilo dovoljno za ciljeve koji su letjeli brzinama većim od 800 km/h i imali dotad neviđenu pokretljivost. Brzina paljbe nije bila loša, osobito ako se u obzir uzme kalibar topa. S automatskim punjačem kretala se između 11 i 15 granata u minuti (ovisno o elevaciji cijevi). Ručno punjenje omogućavalo je 8 do 9 granata u minuti, što je razumljivo jer je kompletna granata težila između 53,8 i 61,4 kg. Za kontrolu paljbe tih topova razvijen je radar Sfera-56 maksimalnog dometa 24 km. Radar je mogao pratiti cilj na udaljenosti od 15 kilometara ako nije letio brzinom većom od 300 metara u sekundi. Svaku su kupolu opremili i ciljnikom koji je mogao pratiti ciljeve na udaljenosti do 22 km koji su letjeli brzinama do 270 metara u sekundi. Ciljnik je imao i radarski daljinomjer Štag-B dometa 15 kilometara. Na razračima klase Luda nalazi se vjerna kopija te kupole i topa.

### Protuzračno topništvo
Za blisku protuzračnu obranu razarače klase Kotlin opremili su s četiri četverocijevne kupole s topovima kalibra 45 mm i četiri dvostruke kupole s topovima kalibra 25 mm. Kasnijim modernizacijama na razarače te klase postavljene su četiri dvostruke kupole s topovima kalibra 23 mm, jer su se oni pokazali znatno učinkovitijim i pouzdanijim od topova kalibra 45 mm, iako su i ovi zadržani. Ti topovi manjeg kalibra bili su znatno pogodniji za obranu od brzih mlaznih aviona iako im je domet bio znatno manji od topova kalibra 130 mm. Topovi 21-KM kalibra 45 mm svoje podrijetlo vuku od protutenkovskog topa koji se u Sovjetskom Savezu proizvodio još prije 2. svjetskog rata. Tijekom 1942. razvijena je inačica tog topa s cijevi dužine 68 kalibara, koju je ratna mornarica, u nedostatku boljeg rješenja, odabrala za protuzračnu namjenu. Top se rabio samostalno ili u četverostrukoj kupoli koja se postavljala na razrače. Ta je kupola stvorena kako bi se donekle povećala gustoća vatre jer je teoretska gustoća paljbe bila tek 40 granata po topu. Maksimalni domet protiv ciljeva u zraku bio je 10 680 metara, dok je ciljeve na površini mora i na kopnu mogao gađati do udaljenosti od 5800 metara. Taj se top pokazao neučinkovit i zato nikada nije razvijena njegova inačica za uporabu u kopnenoj protuzračnoj obrani, niti je postavljan na razarače klase Luda.
Znatno se boljim pokazao top VYa kalibra 23 mm. On je projektiran 1944. i prvobitna mu je namjena bila ugradnja u avione. Zbog njegovih izvrsnih osobina brzo je uveden u naoružanje sovjetske ratne mornarice u inačicama U-23 (kupola s jednim topom), 2-U-23 (kupola s dva topa) i 4-U-23 (kupola s četiri topa). Kupole s dva ili četiri topa imale su električni pogon, koji im je omogućavao pokretanje po smjeru od 45 do 50 stupnjeva u sekundi. Gustoća paljbe bila je 550 do 650 granata u minuti po topu. 

### Protupodmorničko naoružanje
Razarači klase Kotlin projektirani su s dva peterostruka torpedna aparata kalibra 533 mm iz kojih su se mogli, u početku svoje operativne uporabe koristiti samo nevođenim torpedima namijenjenim napadima na površinske ciljeve. Ubrzo su u naoružanje dobili i protupodmornička vođena torpeda SET-53. Kasnijim modifikacijama uklonjen je krmeni torpedni aparat, ali se istodobno povećala i učinkovitost torpeda, tako da nije došlo do bitnijeg smanjenja učinkovitosti u protupodmorničkoj borbi. Godine 1961. u operativnoj se uporabi pojavilo torpedo 53-61 Aligator s aktivnim i pasivnim sustavom vođenja. Od 1965. razarači klase Kotlin mogli su se koristiti i protupodmorničkim vođenim torpedom SET-65 Jenot-2. To torpedo imalo je aktivni sustav navođenja i bojnu glavu mase 205 kg. Dužina mu je bila 7,8 m i masa 1740 kg. Pri brzini od 40 čvorova moglo je dosegnuti podmornicu udaljenu 16 000 m od mjesta lansiranja.

Kako bi iskoristili sve sposobnosti tih vođenih torpeda na razarače klase Kotlin ugradili su aktivni sonar NATO oznake Hercules. Velika brzina razarača i torpeda koja su imala sve bolje sustave vođenja i sve veći domet činili su od njih opasne protupodmorničke brodove sve do kraja sedamdesetih godina prošlog stoljeća. Kolika je bila njihova učinkovitost vidi se i po tome što su i razarači klase Kotlin, koji su dobili protuzračni raketni sustav Volna-M, zadržali jedan peterostruki topredni aparat, unatoč povećanju istisnine.
U početku su razarači klase Kotlin za potrebe bliske protupodmorničke borbe imali šest bacača protupodmorničkih punjenja BMB-2 koje je bilo glavno oružje protiv podmornica tijekom 2. svjetskog rata. Ubrzo su dobili znatno modernije oružje - višecijevne lansere protupodmorničkih projektila. Manji broj je dobio lansere RBU-600, dio brodova je dobio lansere RBU-250, a najveći RBU-6000. 

## Kotlin-SAM
Nakon što je postalo očito da se protuzračni raketni sustav V-735 Volkhov-M (SA-2 Guideline) neće moći prilagoditi uporabi na brodovima sovjetska se ratna mornarica okrenula znatno kompaktnijem sustavu S-125 Neva (SA-3 Goa) i na njegovim osnovama razvija mornarički sustav M-1 Volna-M (SA-N-1). Kako je Volna-M sustav imao upola manji domet od sustava Volkhov-M logično nije bio prvi odabir. Unatoč tome manje dužine i mase njegovih projektila pružale su veću mogućnost uspješne ugradnje na brodove. Razvoj sustava Neva počeo je 1956., a u operativnu je uporabu ušao 1961. godine. Osnovna mu je namjena bila bliska obrana strateških objekata, ali i lansirnih mjesta raketnih PZO sustava velikog dometa. Iste godine (1961.) razvijen je i sustav Volna-M koji je prvi put ugrađen na razarač Bravij. Ispitivanja pouzdanosti sustava trajala su dvije godine, nakon čega je dopuštena ugradnja sustava Volna-M na još osam razarača klase Kotlin, čime su oni postali najvredniji ratni brodovi sovjetske ratne mornarice sredinom šezdesetih godina. Iako je to bilo rješenje iz nužde pokazalo se kao vrlo uporabljivo te su svi razarači klase Kotlin SAM ostali u operativnoj uporabi sve do osamdesetih godina prošlog stoljeća.

### Opis broda
Da bi se omogućila ugradnja sustava Volna-M na razaračima klase Kotlin napravljene su veće izmjene na središnjem i krmenom dijelu broda. Izneđu dva dimnjaka, neposredno iza torpednog aparata postavljen je veliki piramidalni jarbol na čijem su vrhu postavljeni radari namijenjeni vođenju projektila na ciljeve. Uklonjen je drugi torpedni aparat, tri kupole (osim pramčane) s topovima kalibra 45 mm i krmena kupola s topovima kalibra 130 mm. Na njihovo mjesto postavljeno je nadgrađe u koje su smješteni podsustavi sustava Volna-M i jedan dvostruki lanser raketa sa sustavom za automatsko punjenje. Sve je to dovelo do prije spomenutog povećanja istisnine. Nekoliko je brodova dobilo i četiri dvostruka topa kalibra 30 mm namijenjena bliskoj proturaketnoj obrani.

## Poveznice

### Zajednički poslužitelj
|  | Zajednički poslužitelj ima stranicu o temi Spokoynyy class destroyer    |
|  | Zajednički poslužitelj ima još gradiva o temi Spokoynyy class destroyer |